# ليو لاكروا
ليو لاكروا (27 فبراير 1992 بلوزان في سويسرا - ) هو لاعب كرة قدم سويسري في مركز الدفاع يلعب في نادي الجبلين السعودي. شارك مع منتخب سويسرا تحت 21 سنة لكرة القدم. أما مع النوادي، فقد لعب مع نادي بازل ونادي سانت إتيان ونادي سيون.

## وصلات خارجية
- ليو لاكروا على موقع الاتحاد الأوربي (الإنجليزية)
- ليو لاكروا على موقع قاعدة بيانات كرة القدم.إي يو (الإنجليزية)
- ليو لاكروا على موقع ناشيونال فوتبول تيمز (الإنجليزية)
- ليو لاكروا على موقع Soccerway.com (الإنجليزية)
- ليو لاكروا على موقع عالم كرة القدم.نت (الإنجليزية)
- ليو لاكروا على موقع AS.com (الإسبانية)